# Hohenberg (Grazer Bergland)
Der Hohenberg  ist ein Vorberg des Schöckl im Östlichen Grazer Bergland nordöstlich von Graz. Der Hauptgipfel ist 1048 m ü. A. hoch, der Gipfel der Erhardhöhe hat 1049 m ü. A.
Der Berg bildet einen bewaldeten Rücken, der sich in West-Ost-Richtung vor das Schöcklmassiv zieht. Er ist durch den Zwölferkogel (1192 m ü. A.) mit dem Schöcklstock verbunden. Westlich fällt er von der Erhardhöhe relativ steil in das Tal des oberen Andritzbachs und das Gemeindegebiet von Stattegg beim Ort Buch ab. Zum Lebersattel hin liegt der Kreuzkogel (816 m ü. A.). Östlich senkt sich der Bergzug gegen St. Radegund, auf der 910 m ü. A. hohen letzten Erhebung steht weit sichtbar das Denkmal Novystein. Zwischen Hohenberg und Schöckl fließt bei Klamm der Mühlgrabenbach. Südlich gegen das Hügelland östlich von Graz hin befindet sich die Talung des Schöcklbachs. Hier im Gemeindegebiet Weinitzen liegen die Ortschaften Hohenberg und unterhalb Weinberg und Oberschöckl am Bergfuß. Zwischen St. Radegund und Weinitzen zieht sich der Rücken von Rinnegg südostwärts. Der Südwestkamm zieht sich über Gsöllberg (843 m ü. A.), Kalkleiten (Kollerniklkogl) und Zösenberg bis zwischen Andritz und Neustift hinunter.
Über Rinnegg verläuft der Römerweg, eine Altstraße um den Hohenberg Richtung Semriach und Passail. Dieser im Mittelalter stark frequentierte Fuhrweg wurde von Burg Ehrenfels bewacht.
Der Berg gehört noch zur Hauptmasse des Schöcklkalks im Grazer Paläozoikum. Der Rücken ist bewaldet, dieser Forst heißt Schwarzwald. Der ganze Höhenzug liegt im Landschaftsschutzgebiet Nördliches und Östliches Hügelland von Graz.